# مو ويليامز
مو ويليامز (بالإنجليزية: Mo Williams)‏ مواليد 19 ديسمبر 1982، هو لاعب كرة سلة أمريكي يلعب مع فريق شارلوت هورنتس في الرابطة الوطنية لكرة السلة ويحمل الرقم 7. يبلغ طوله 6 قدم 1 بوصة (1.9 م).

## فرق لعب لها
- يوتاه جاز
- ميلووكي باكز
- كليفلاند كافالييرز
- لوس أنجلوس كليبرز
- بورتلاند ترايل بلايزرز
- مينيسيوتا تيمبر وولفز
- شارلوت هورنتس

## روابط خارجية
- مو ويليامز على موقع إن بي أي (الإنجليزية)
- مو ويليامز على موقع سبورتس رفرنس (الإنجليزية)
- مو ويليامز على موقع كرة السلة الأوروبية.كوم (الإنجليزية)
- مو ويليامز على موقع إي إس بي إن.كوم (الإنجليزية)
- مو ويليامز على موقع كلية كرة السلة في سبورتس رفرنس.كوم (الإنجليزية)
- مو ويليامز على موقع ريلجم (الإنجليزية)
- مو ويليامز على موقع بروبوليرز (الإنجليزية)
- مو ويليامز على موقع كلية كرة السلة في سبورتس رفرنس.كوم (الإنجليزية)